# Greg Walden
Pour les articles homonymes, voir Walden.
Gregory Paul Walden, dit Greg Walden, né le 10 janvier 1957 à The Dalles (Oregon), est un homme politique américain. Membre du Parti républicain, il est élu à l'Assemblée législative de l'Oregon de 1989 à 1997, puis à la Chambre des représentants des États-Unis de 1999 à 2021.

## Biographie

### Carrière professionnelle et débuts en politique
Greg Walden grandit à The Dalles dans le nord de l'Oregon. Adolescent, il travaille dans les stations de radio de sa famille. Il étudie le journalisme à l'université de l'Oregon, où il obtient un baccalauréat universitaire en 1981. Pendant 20 ans, il dirige Columbia Gorge Broadcasters à Hood River avec son épouse Mylene. Ils revendent les radios en 2007.
Attaché de presse du représentant Denny Smith (en) pendant six ans dans les années 1980, Greg Walden se lance en politique en 1988,. Il est élu à la Chambre des représentants de l'Oregon de 1989 à 1995. Il y dirige la majorité républicaine. Son père Paul Walden avait également siégé au sein de l'Assemblée législative de l'Oregon.
Il envisage de se présenter au poste de gouverneur de l'Oregon en 1994, mais il renonce en raison des problèmes liés à la grossesse de son épouse. En 1995, il est nommé au Sénat de l'Oregon lorsque Wes Cooley (en) est élu au Congrès des États-Unis.

### Représentant des États-Unis

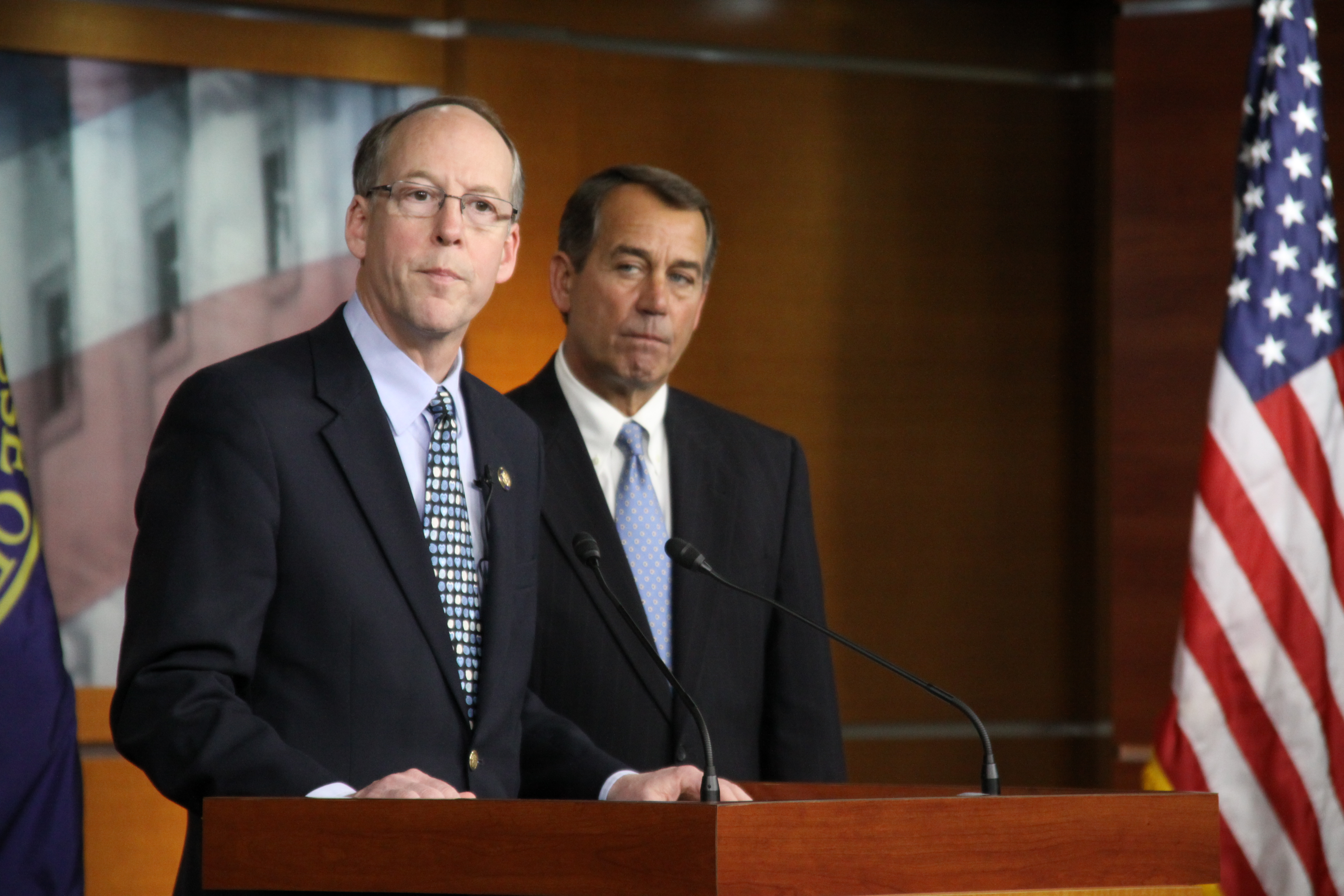
Greg Walen et le président de la Chambre des représentants, John Boehner, en 2010.

En 1998, Greg Walden est élu à la Chambre des représentants des États-Unis dans le 2e district de l'Oregon avec 61,5 % des voix contre 34,8 % au démocrate Kevin Campbell. Il succède au républicain Bob Smith (en), qui l'avait désigné comme successeur. De 2000 à 2014, il est constamment réélu depuis avec des scores compris entre 66 % et 74 % des suffrages. Son district, qui s'étend sur les deux tiers de l'État, est solidement ancré dans le camp républicain.
À la Chambre des représentants, il préside le sous-comité sur la communication et la technologie à partir de 2010. À cette époque, il est également l'un des adjoints du président de la Chambre des représentants, John Boehner. Durant le 115e congrès (2017-2019), il prend la présidence de la commission sur l'énergie et le commerce, qui traite notamment des sujets liés à la politique énergétique, à la santé et à internet.
En 2008, il rejoint le National Republican Congressional Committee (en) (NRCC), dont l'objectif est de faire élire davantage de républicains à la Chambre des représentants. Il en devient président en 2013. Sous sa présidence, le Grand Old Party remporte les élections de 2014 et obtient sa plus importante majorité depuis la Grande Dépression des années 1930,. Il dirige toujours le NRCC lorsque le parti conserve sa large majorité lors des élections de 2016.
Lui-même candidat à un nouveau mandat en 2016, il remporte facilement la primaire républicaine avec plus de 80 % des suffrages . Il est réélu représentant avec 71,7 % des voix, devançant largement le score de Donald Trump dans son district à l'élection présidentielle (56,5 %). En 2018, il remporte un onzième mandat lors de l'élection la plus serrée de sa carrière avec 56 % des voix face à la démocrate Jamie McLeod-Skinner (40 %) et l'indépendant Mark Roberts (4 %). Son score s'explique notamment par son combat contre l'Obamacare l'année précédente.
En octobre 2019, Greg Walden annonce ne pas être candidat à sa réélection lors des élections de 2020,. Depuis la victoire des démocrates aux élections de 2018, il avait perdu la présidence de la commission sur l'énergie et le commerce. Le républicain Cliff Bentz lui succède.

## Positions politiques
Greg Walden est souvent considéré comme un républicain modéré,,.
Il collabore régulièrement avec ses collègues démocrates sur les questions environnementales, notamment la protection des forêts. Il appuie cependant en 2011 un projet de loi, adopté par la Chambre mais rejeté par le Sénat à majorité démocrate, visant à interdire à l'Environmental Protection Agency de promulguer des réglementations relatives à la lutte contre le changement climatique.
En 2019, il fait partie des rares républicains à voter pour l'interdiction des discriminations à l'égard des personnes LGBT et à s'opposer aux décisions de Donald Trump concernant le mur à la frontière mexicaine.
En tant que président de la commission sur l'énergie et le commerce de la Chambre des représentants, il mène les républicains sur l'abrogation de l'Obamacare en 2017. Le texte républicain n'est jamais adopté par le Congrès.